# شركة بنسلفانيا لأعواد الثقاب
تأسست شركة بنسلفانيا لأعواد الثقاب، المعروفة محليًا باسم مصنع أعواد الثقاب، في عام 1899 على يد العقيد دبليو فريد رينولدز، وجوزيف إل مونتجومري، وإس إيه دوناتشي برأس مال قدره 200 ألف دولار أمريكي من أموالهم الخاصة.

## التاريخ
كان السيد دوناتشي يمتلك العديد من براءات الاختراع لآلات صنع أعواد الثقاب، وعمل كمشرف لشركة أعواد الثقاب هانوفر ويورك قبل بيعها.
تم بناء مبنى من الطوب بمساحة 31000 قدم مربع (2900 متر مربع) في بيلفونتي، بولاية بنسلفانيا في وقت ما في أواخر عام 1899، وبدأ الإنتاج في عام 1900، وتوظيف أكثر من 300 عامل. بحلول عام 1911، أصبحت الشركة واحدة من أكبر ثماني شركات منتجة لأعواد الثقاب الخشبية في الولايات المتحدة.
في أوج ازدهارها خلال الحرب العالمية الثانية، وظّف المصنع ما يقرب من 400 عامل، ثم اندمج مع شركة يونيفرسال ماتش. ووفقًا لجمعية بيلفونت التاريخية والثقافية، "أُغلق المصنع عام 1947 بسبب منافسة أعواد الثقاب وولاعات السجائر".
وبعد ذلك أشترت شركة الأخشاب وإمدادات البناء M. L. Claster & Sons المباني المبنية من الطوب الأحمر لمكاتبها العامة ومخزنها في Bellefonte، مما أضاف إلى الأراضي المجاورة التي كانت تمتلكها بالفعل.
بعد بيع شركة Clasters إلى YBC في عام 1997، ظل الموقع شاغرًا لعدة سنوات حتى قامت جمعية هواة جمع الطوابع الأمريكية، التي كانت تبحث عن مساحة أكبر بتكلفة أقل، بشراء المجمع في عام 2002، وقامت بتجديد أكبر مبنى ونقله من ولاية كوليدج.
ثم قامت الجمعية بتجديد المبنى المجاور، مما جعل المساحة متاحة للمستأجرين التجاريين الآخرين، وأعلنت عن نيتها في نهاية المطاف إعادة تأهيل المباني المتبقية.